# Trois récits
Pour les articles homonymes, voir Trois récits (homonymie).
Trois récits est un recueil de nouvelles de François Mauriac publié en 1929 aux éditions Grasset. Il est constitué de : Un homme de lettres (1926), Coups de couteau (1926), Le Démon de la connaissance (1928).

## Historique
Un homme de lettres a été publié dans la Nouvelle Revue française le 1er juillet 1926 avant d'être réédité la même année par les éditions Lapina avec des illustrations de Georges Bruyer et une dédicace à Bernard Barbey, conseiller suisse d'ambassade. Coups de couteau a paru dans La Revue des deux Mondes le 15 octobre 1926. Selon Jean-Luc Barré, cette nouvelle est en grande partie une transposition des émois amoureux que vit François Mauriac (mais aussi sa femme Jeanne) envers le diplomate suisse.
Les trois nouvelles sont reprises dans Trois récits paru aux éditions Grasset en 1929.

## Résumé
- Un homme de lettres : Jérôme est un écrivain qui trouve son inspiration en vampirisant l'univers dans lequel il vit. Il vient de quitter Gabrielle, avec laquelle il vit depuis 15 ans — qui lui a laissé une entière liberté, dévouée et soumise à son « maître » au point d'accepter de ne pas avoir d'enfant — pour vivre avec Berthe et son fils jeune coquelucheux Raymond qui à l'inverse lui stabilisent sa vie et donnent paradoxalement une contrainte bénéfique à sa capacité créatrice. Gabrielle, très affectée élabore une stratégie pour reconquérir Jérôme et se confie au narrateur de ses maux, lui demandant son aide amicale pour cerner la situation et l'état d'esprit de l'« homme de lettres ». Le narrateur découvre que Jérôme continue de venir voir Gabrielle, et, durant une promenade dans Paris, tente de faire parler ce dernier sur les motivations de cet abandon et de sa nouvelle vie. Jérôme se justifie point par point, laissant percevoir aucun espoir de retour avec Gabrielle. Pourtant quelques jours plus tard, le narrateur reçoit une longue lettre où Gabrielle le remercie de son action et lui apprend que Jérôme a décidé de se séparer de Berthe en la renvoyant à Bordeaux.

- Coups de couteau : Louis est un peintre, d'une cinquantaine d'années, reconnu et faisant école à Paris où de nombreux élèves fréquentent son atelier. Une nuit, alors qu'il ne peut trouver le sommeil auprès de sa femme Élisabeth, il éclate en sanglot dans les bras de celle-ci et lui confie ses tourments. Andrée, une jeune femme — qui est l'une de ses disciples commençant à se faire un nom dans le milieu parisien —, et lui brûlent d'une passion platonique qu'il se refuse à assouvir mais dont il souffre terriblement. Louis et sa femme vivent depuis des années une simple tendresse de façade soumise aux conventions bourgeoises provinciales : l'homme-démiurge possède son entière liberté en toute transparence ; la femme fidèle et dévouée ordonne l'univers de son époux et de sa famille pour permettre le travail créatif de l'artiste. Babeth console, telle une mère, son mari qui égoïstement lui explique en détail ses tourments d'amour croyant son épouse insensible aux révélations. Se sentant incompris et incapable de compassion ou d'empathie pour elle, il poursuit son récit et décrit la nature de sa relation avec Andrée. Une surprise incrédule le saisit lorsque Babeth lui révèle qu'elle aussi fut une fois dans sa vie courtisée par un homme jusqu'à l'extrême limite de la tentation et de la capitulation. Mais ignorant et dédaignant de cet aveu, Louis reste tourné vers sa propre douleur ; jusqu'au matin où un appel d'Andrée le réanime.

- Le Démon de la connaissance :

## Éditions
- Trois récits, éditions Grasset, 1929.